# یدات
یدات یک آنیون با فرمول IO−

آنیون یدات، IO_{۳}^{−}

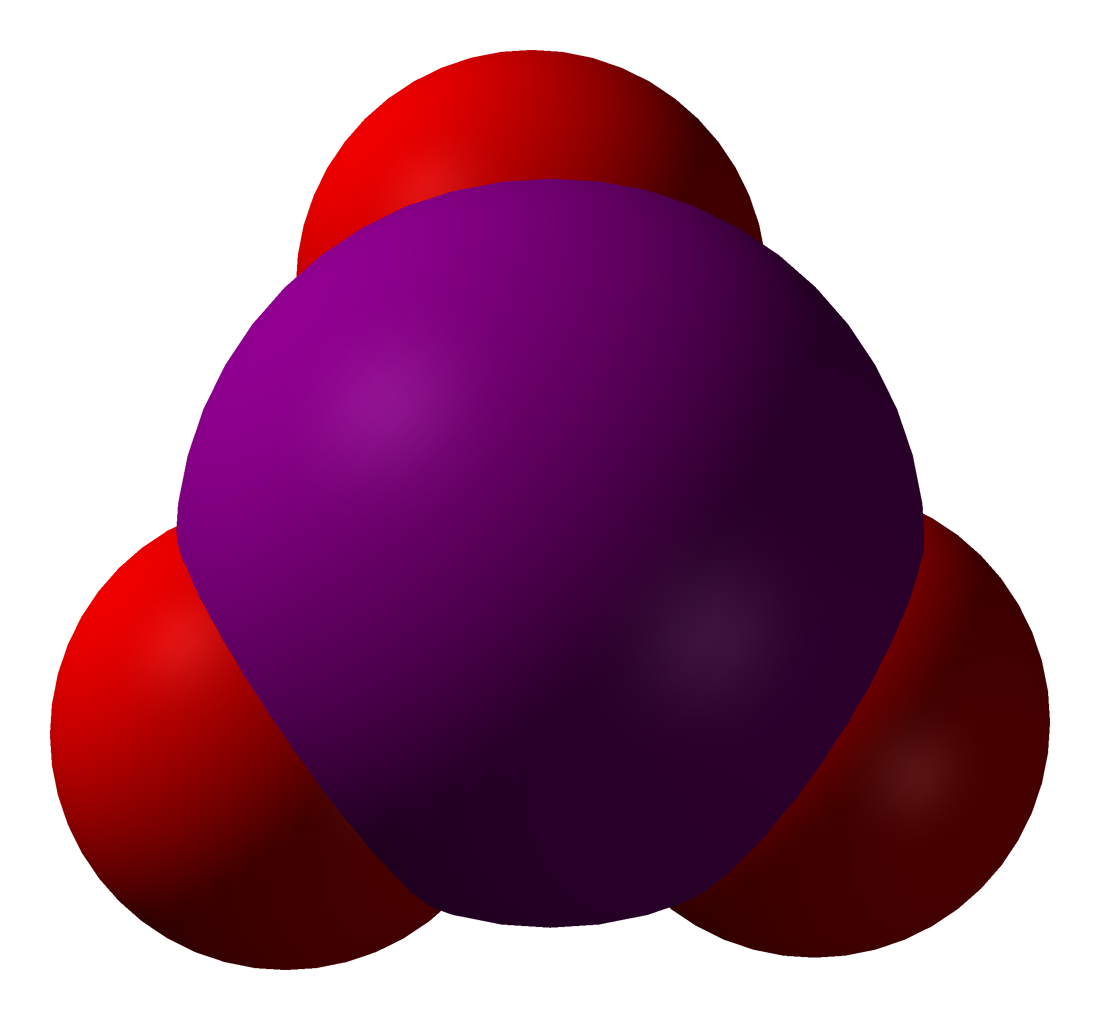
مدل فضاپرکن آنیون یدات

۳ و رایج‌ترین شکل ید در طبیعت است، زیرا شامل عمده سنگ معدن حاوی ید است.

## ساختار
یدات از نظر ساختار، به شکل هرمی است. محدوده زاویه O-I-O در آن، بین ۱۰۵-۹۷ درجه، و تا حدی کوچکتر از زاویه O-Cl-O در کلرات است.

## ترکیبات اصلی
- کلسیم یدات (Ca(IO۳)۲)، سنگ معدن اصلی ید است. همچنین به عنوان مکمل غذایی برای احشام استفاده می‌شود.
- پتاسیم یدات، مانند پتاسیم یدید، به عنوان پیشگیری کننده از جذب ایزوتوپ‌های پرتوزای ید در برخی از کشورها استفاده می‌شود.[۳][۴]   پتاسیم هیدروژن یدات (KH(IO3)2) یک نمک مضاعف پتاسیم یدات و  یدیک اسید و همچنین یک اسید است.